# Kleine Pingismeer
Het Kleine Pingismeer, Zweeds - Fins - Samisch: Pingislompolo, is een meer in Zweden. Het ligt in de gemeente Kiruna in een gebied met veel moeras. Het Kleine Pingismeer is inmiddels qua omvang groter dan het Pingismeer zelf.  Het water uit het meer en de omgeving stromen door de Pingisrivier weg.
Afwatering: meer Kleine Pingismeer → Pingisrivier → Muonio → Torne → Botnische Golf